# Универсальная глубоководная самонаводящаяся торпеда
Универсальная глубоководная самонаводящаяся торпеда (УГСТ) «Физик» — тип российской универсальной торпеды калибра 533 мм, предназначенной для поражения надводных кораблей и подводных лодок. 
Разработка торпеды  велась совместно в Санкт-Петербургском НИИ «Мортеплотехника» и на подмосковном предприятии «Регион» с 1986 года; разработчикам была поставлена задача создать оружие, которое по своим характеристикам превосходило бы торпеду УСЭТ-80. 
На вооружении  состоит с 2002 года.

## Конструкция

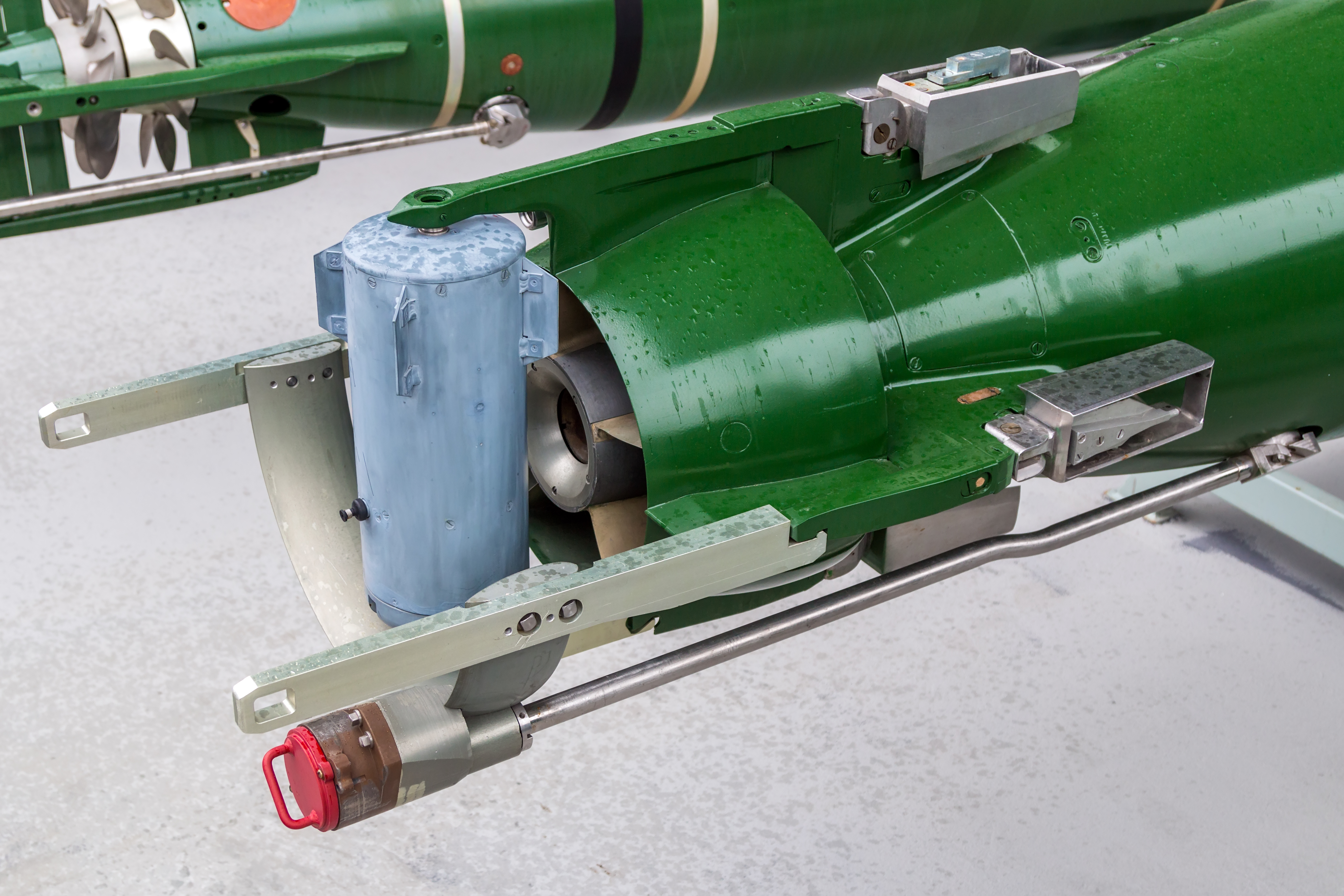
Движитель торпеды УГСТ.

Важной отличительной особенностью данной торпеды является ее модульная конструкция, это позволяет создавать целое семейство торпед, которые обладают многоуровневым потенциалом модифицируемости: от перепрограммирования аппаратуры в базовой модели до замены резервуарного отделения или двигателя. 
Двигатель, тепловая пропульсивная система ТПС-53, использует однокомпонентное жидкое топливо, разогреваемое стартовым пороховым зарядом. Получившиеся газы идут в цилиндры аксиально-поршневого двигателя, где происходит их сгорание; аксиальный двигатель нагружен малошумным водометным движителем. 
Скорость торпеды может достигать 65 узлов, а максимальная дальность хода — 60 км.
Пуск «Физика» из современных торпедных аппаратов практически бесшумен, что исключает демаскировку атакующей лодки. 
Кроме режима самонаведения по кильватерному следу, торпеда имеет режим управления по проводам (на 5÷25 км, в зависимости от типа цели), и режим следования курсу (с заданным количеством колен и отворотов).
Совместимость аппаратуры носителя и бортовых систем торпеды производится программной настройкой системного блока во время привязки к определенному типу корабля. Причем для размещения универсальной глубоководной самонаводящейся торпеды на некоторых модернизируемых судах существует возможность поставки переходного пульта предстартовой подготовки, позволяющего вводить данные в торпеду перед выстрелом.
Конструкторы реализовали в УГСТ одну новинку — двухплоскостные рули, которые выдвигаются за калибр торпеды после того, как она выходит из торпедного аппарата. Данная конструкция рулей позволяет существенно снизить шумность, а также уверенно маневрировать на самом трудном, начальном участке пути. Для большей эффективности рули имеют коробчатую конструкцию с парой крупных плоскостей и небольшой перемычкой между ними, выводимых в поток; такая конструкция повышает эффективность рулей и в определенной мере упрощает управление.
Разработано несколько модификаций боевого зарядного отделения, различающихся по массе и составу взрывчатого вещества, а также системе инициирования во время подрыва.

## Тактико-технические данные
В скобках даны желаемые данные торпед экспортного варианта.
- Калибр, мм: 533,4
- Длина, мм: 7200 (6100)
- Масса, кг: 2200 (1800)
- Масса БЧ, кг: 300
- Скорость, узлов: 50 (40)[2]
- Дальность, км: 50 (40)
- Глубина, м: до 500
- Глубина стрельбы с ПЛ, м: до 400
- Двигатель Аксиально-поршневой. Однокомпонентное топливо[3]
- Движитель водомётный
- Радиус реагирования ССН, км.:
  - по ПЛ до 2,5
  - по НК до 1,2[4]

## «Физик-2» / «Футляр»
Перспективная модификация торпеды на двухкомпонентном[уточнить] топливе, под обозначением «Физик-2» или «Физик-2000» (экспортное название — УГСТ-М).
К марту 2017 новая торпеда прошла испытания; их удалось завершить досрочно, на несколько месяцев раньше указанных сроков.
В 2017 году новая торпеда «Физик-2» официально принята на вооружение ВМФ России. В будущем это изделие должно будет заменить все состоящие на вооружении аналоги существующих типов, оснащенные электрическими силовыми установками.
Также идут работы над новейшей торпедой «Футляр». Информация о ТТХ этой торпеды засекречена, официально известно только, что «Футляр» получит усовершенствованную систему самонаведения с увеличенной дальностью захвата подводной цели. «Футляр» проходил государственные испытания на озере Иссык-Куль в Киргизии, которые планируется завершить в декабре 2016 года. В случае успеха серийное производство должно начаться в 2017 году. «Футляром» будут прежде всего вооружены все подводные лодки проектов 955 «Борей», 885 «Ясень» и их модификации, а по мере увеличения выпуска этих торпед на них будут перевооружены и другие подлодки ВМФ.